# Langer Ignác
Langer Ignác (angolul: Ignatius Langer; névváltozatok: Langner; Ignatz Langer) (Arad, 1800 – Arad, 1879. április 2.) magyar katonaorvos volt Kossuth Lajos seregében és az amerikai polgárháborúban.

## Életútja
Zsidó családban született, Pesten folytatott orvosi tanulmányokat. A magyar 1848/49-es szabadságharcban honvéd törzsorvosként teljesített szolgálatot. A világosi fegyverletétel után neki is menekülnie kellett, feltehetően New Orleans-on keresztül jutott el Amerikába. Davenport-ban (Iowa) telepedett le, orvosként működött, majd farmot vásárolt, s orvosi foglalkozását abbahagyva  gazdálkodott, de az 1857-ik esztendő esőzései tönkretették a termését, s ekkor újra visszatért az orvosi gyakorlathoz. 
Egy ideig Fiala János is lakott a Langer házban, s visszaemlékezéseiben beszámolt arról, hogy Langer Ignác emigráns társainak nemcsak egészségi problémáit orvosolta, hanem tanácsokat tudott nekik adni arra vonatkozóan is, hogy hol próbáljanak kenyérkeresethez jutni.
Orvosként vett részt az amerikai polgárháborúban, ezredorvosként szolgált az uniós hadseregben. Találmánya tette híressé a hadsereg orvosai körében, egy kombinált medence- és szárkapocscsonttörést rögzítő ágyat tervezett, mellyel a sebesültek szenvedéseit igyekezett enyhíteni. A 32. számú massachusettsi ezred orvosa, W. L. Faxon olyan jónak ítélte a találmányt, hogy mindjárt rendelt kórháza számára 50 darab kombinált medence- és szárkapocscsonttörést rögzítő ágyat.
Betegszállító szekeret is tervezett, nagy szükség lett volna rá, de annak megvalósítására már nem került sor. A katonai kórházak fejlesztése és a sebesültek ápolása terén olyan kiváló munkát végzett, hogy amikor az amerikai polgárháború befejezése után Bécsbe ment, mind az amerikai külügy, mind a hadügyminisztérium kitüntető írásokkal látta el. Egy ideig Bécsben élt, majd visszament szülővárosába, a szegények jótevő orvosa volt. Szülővárosában, Aradon halt meg 79 éves korában.